# Thượng đế của khoảng hở
Thượng đế của khoảng hở (tiếng Anh: God of the gaps) là một quan điểm thần học, trong đó những 'khoảng hở trong tri thức khoa học' được coi là chứng cớ hoặc bằng chứng cho sự tồn tại của Chúa. Thuật ngữ "khoảng hở" ban đầu được các nhà thần học Kitô giáo sử dụng không phải để làm mất uy tín của chủ nghĩa hữu thần mà chỉ để chỉ ra sự ngụy biện của việc dựa dẫm vào các luận cứ mục đích cho sự tồn tại của Chúa.